# Tricorynus moderatus
Tricorynus moderatus är en skalbaggsart som beskrevs av White 1965. Tricorynus moderatus ingår i släktet Tricorynus och familjen trägnagare. Inga underarter finns listade i Catalogue of Life.